# Ed King
Edward Calhoun „Ed“ King (14. září 1949, Glendale, Kalifornie, Spojené státy – 22. srpna 2018 Nashville) byl americký hudebník, nejvíce známý jako kytarista psychedelické rockové skupiny Strawberry Alarm Clock a jižanské rockové kapely Lynyrd Skynyrd. V roce 2011 mu bylo transplantováno srdce. Ke konci života bojoval s rakovinou. Zemřel v roce 2018 ve věku 68 let.